# 猫も杓子も
猫も杓子も（ねこもしゃくしも）は、江戸時代の日本からのことわざ。

## 概要
この言葉は、だれもかれもや、何もかもということを意味する。大勢の人や物が一様に同じことをするということを意味する場合にも用いられる。この言葉は、肯定的な意味としても、否定的な意味としても用いられる。この言葉に含まれている杓子というのはしゃもじのことである。

### 歴史
このことわざ一休宗純による言葉からであった。この言葉が著書で最初に用いられたのは、1668年の『一休咄』という咄本である。ここでは生まれて死ぬというのは釈迦も達磨も猫も杓子も皆等しく起きることであるということが述べられている。
曲亭馬琴の説によると、この言葉というのは元は「禰子も釈氏も」としていたのであるが猫も杓子もに変化したとのことである。禰子とは神主で、釈氏とは僧侶のことである。
落語の作品に『横丁の隠居』というものがあり、ここに女子も弱子もという女も子供もということを意味する言葉が出てきており、これが猫も杓子もという言葉に変化したという説がある。